# Hilton Marques
Hilton Marques (Catende, 1939) é dramaturgo e roteirista brasileiro.

## Biografia
Nascido em Catende, cidade da zona da mata de Pernambuco, Hilton Marques iniciou sua carreira em 1960, participando de um curso de criação, produção e direção de televisão e, depois de aprovado, assinou seu primeiro contrato com a TV Rádio Clube do Recife, emissora pertencente à Rede Tupi. Dois anos depois, também passou a trabalhar no departamento de redação da Norton Publicidade do nordeste.
Em 1964, transferiu-se para São Paulo, para trabalhar como supervisor de rádio e televisão na agência de propaganda J.Walter Thompson. No ano seguinte, foi convidado para voltar à televisão e assinou contrato com a TV Tupi do Rio de Janeiro, para escrever e dirigir espetáculos, programas de humor e tele-teatros.
Em 1975, transferiu-se para a Rede Globo de Televisão e, junto com Jô Soares, Max Nunes, Haroldo Barbosa e Afonso Brandão, criou e escreveu os programas Planeta dos Homens (de 1976 a 1980) e Viva o Gordo (de 1981 a 1987).
No SBT, para onde se transferiu em 1988, ao lado de Jô Soares e Max Nunes, escreveu inicialmente o programa Veja o Gordo e, depois, passou a escrever para o talk-show Jô Soares Onze e Meia.
Foi roteirista e consultor do Programa do Jô, na Rede Globo.

## Teatro
Em teatro, escreveu duas comédias em parceria com Max Nunes, encenadas no Teatro Casa Grande e Teatro da Praia, no Rio de Janeiro:
- Divórcio, o Cupim da Sociedade
- La Vênus Desbundê

## Livro
Lançou seu primeiro romance em 2008 pela Editora Ediouro: 
- Senhora das Savanas.[1]